# 니콜라 부르바키

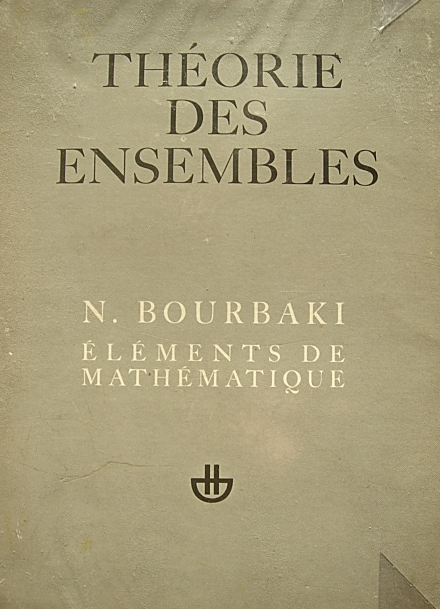
부르바키의 《집합론》 1970년 판 표지

니콜라 부르바키(프랑스어: Nicolas Bourbaki 프랑스어 발음: [nikɔla buʁbaki])는 20세기에 프랑스를 중심으로 활동한 수학자들의 단체가 사용한 가명이다. 부르바키의 회원들은 1935년부터 현대 수학을 집합론을 바탕으로 체계적으로 정리하는 것을 목적으로 저술 활동을 시작, "니콜라 부르바키"라는 이름으로 책을 발표했다. 그들의 저술은 최대한의 엄밀성과 일반성을 추구한 것으로 유명하다.
부르바키의 정체가 밝혀지기 전까지, '부르바키 그룹'은 공식적으로는 "니콜라 부르바키의 공동 작업자 협회"(Association des collaborateurs de Nicolas Bourbaki)라는 명칭으로 파리의 고등사범학교에 사무소를 두고 활동했다.

## 저작
부르바키는 현대 수학의 대부분을 자기 완비된 형태로 정리하는 것을 목적으로 《수학 원론》(Éléments de mathématique)을 저술했다. 다음은 《수학 원론》에 속하는 책들의 목록으로, 괄호 안은 프랑스어 원제목이다.
| 번호 | 제목                          | 원어 제목                                                        | 장 수 | 쪽 수                    | 출판 연도 |
| ---- | ----------------------------- | ---------------------------------------------------------------- | ----- | ------------------------ | --------- |
| 1    | 집합론                        | Théorie des ensembles                                            | 4     | 352                      | 1970      |
| 2    | 대수학                        | Algèbre                                                          | 10    | 2011=654+432+489+212+224 | 1970~2012 |
| 3    | 일반위상수학                  | Topologie générale                                               | 10    | 710=376+334              | 1971~1974 |
| 4    | 실변수 함수론                 | Fonctions d’une variable réelle                                  | 7     | 336                      | 1976      |
| 5    | 위상 벡터 공간                | Espaces vectoriels topologiques                                  | 5     | 400                      | 1981      |
| 6    | 적분론                        | Intégration                                                      | 9     | 900=284+154+106+222+134  | 1959~1969 |
| 7    | 가환대수학                    | Algèbre commutative                                              | 10    | 1111=364+352+208+187     | 1968~1998 |
| 8    | 리 군과 리 대수               | Groupes et algèbres de Lie                                       | 9     | 1170=146+320+288+272+144 | 1971~1982 |
| 9    | 스펙트럼 이론                 | Théories spetrales                                               | 5     | 746=168+578              | 1967      |
|      | 미분 가능 다양체와 해석다양체 | Variétés différentielles et analytiques (fascicule de résultats) |       | 198                      | 1971      |
|      | 수학의 역사                   | Éléments d’histoire des mathématiques                            |       | 376                      | 1974      |

《미분 가능 다양체와 해석다양체》는 다양체에 대한 결과를 정리한 책("fascicule de résultats")으로, 한 권의 저술로 취급되지 않는다. 마지막 9부 《스펙트럼 이론》이 1983년에 출판되면서 부르바키의 활동은 잠정적으로 중단되었으나, 20세기 말에 추가로 가환대수학을 다루는 분책(fascicle)이 출판되었다.
부르바키가 써낸 책들은 상당수가 그 분야에서 표준 참고서적으로 자리잡았으나, 지나칠 정도로 간결한 문체로 인해 교재로는 부적합한 것으로 여겨지고 있다. 50년대에는 현대 수학을 다루는 대학원 수준의 교재가 거의 없었기에, 부르바키의 영향력은 상당하였다.
공집합을 나타내는 기호인 {\displaystyle \varnothing }나 난해한 부분을 가리키는 '부르바키 급커브 기호'(tournant dangereux, ☡)와 함께, 유럽 언어에서 쓰이는 단사(프랑스어: injectif), 전사(프랑스어: surjectif), 전단사(프랑스어: bijectif) 등의 용어도 부르바키가 도입한 것이다.
수의 집합을 칠판 볼드체로 표시하는 것 또한 부르바키가 원조였다고 주장하는 이가 많지만, 이는 확실하지 않다. 해당 기호들이 프린스턴 대학 강의록이나 거닝(Gunning)과 로시(Rossi)의 다변수 복소함수록 교재에 등장할 때까지도 부르바키의 출판물에서는 일반적인 볼드체만을 사용하고 있었다. 또한, 부르바키 그룹의 회원이었던 장피에르 세르는 칠판 볼드체를 칠판 이외의 장소에 사용하는 것을 강하게 비난하였다.

## 회원들
모임의 초기 활동에 대해서는 불분명한 점이 많으나, 현재는 당시의 자료들이 대부분 공개된 덕택에 많은 정보가 밝혀져 있다. 부르바키에서 창립 회원으로 활동한 이들로는 앙리 카르탕, 클로드 슈발레, 장 쿨롱(Jean Coulomb), 장 델사르트(Jean Delsarte), 장 디외도네, 샤를 에레스만(프랑스어: Charles Ehresmann), 르네 드 포셀(프랑스어: René de Possel, 숄렘 만델브로이트(폴란드어: Szolem Mandelbrojt) 및 앙드레 베유 등이 있으며, 여기에 포함된 인물이 전부인지는 확실치 않다. 부르바키는 1934년 말 쯤에 이미 예비 모임을 갖기도 했는데, 장 르레와 폴 뒤브레유는 예비 모임에는 참석했으나 정식 출범 이전에 탈퇴했다. 그 외에 나중에 참가한 이들 중에서 중요한 인물로는 로랑 슈바르츠, 장피에르 세르, 알렉산더 그로텐디크, 사무엘 에일렌베르크, 서지 랭 및 로제 고드망이 있다.

## 같이 보기
- 비밀결사

## 참고 문헌
1. ↑  O'Connor, J. J.; E. F. Robertson (2005년 12월). “Bourbaki: the post-war years” (영어). … by 1958 when the original six books were completed, the first few of these books were already almost 20 years out of date.
2. ↑  Parshall, Karen V. H.; Liliane Beaulieu (1993년 3월). “Years Ago: A Parisian café and ten proto-Bourbaki meetings (1934–1935)” (PDF). 《The Mathematical Intelligencer》 15 (1): 27–35. doi:10.1007/BF03025255. 2006년 11월 23일에 원본 문서 (PDF)에서 보존된 문서. 2013년 1월 1일에 확인함.

- Guedj, Denis (1985년 6월 1일). “Nicholas Bourbaki, collective mathematician: an interview with Claude Chevalley”. 《The Mathematical Intelligencer》 (영어) 7 (2): 18–22. doi:10.1007/BF03024169. Zbl 0558.01035.
- Borel, Armand (1998년 3월). “Twenty-five years with Nicolas Bourbaki, 1949–1973” (PDF). 《Notices of the American Mathematical Society》 (영어) 45 (3): 373–380. Zbl 0908.01009.